# Kim Young-ha
Kim Young-ha (* 11. November 1968 in Hwach'ŏn, Kangwon-do) ist ein südkoreanischer Schriftsteller.

## Leben
Kim Young-ha wuchs als Sohn eines südkoreanischen Offiziers an der Grenze zu Nordkorea auf. Aufgrund einer Vergiftung durch Kohlenstoffmonoxid erlitt er einen Erinnerungsverlust seiner ersten zehn Lebensjahre. Später studierte er Betriebswirtschaft an der Yonsei-Universität. Während seiner Zeit an der Universität widmete er sich jedoch mehr der traditionellen koreanischen Musik als seinem Fachstudium und engagierte sich aktiv in der Studentenbewegung.
Im Februar 1995 debütierte er in der Vierteljahreszeitschrift Kyegan mit Betrachtungen über den Spiegel. Im darauffolgenden Jahr erhielt er den „Literaturpreis für Neue Autoren des Verlags Munhakdongne“ für seinen Roman Der Sterbehelfer.
Sein Buch Dein Baum wurde 1998 mit dem "Preis für zeitgenössische Literatur" ausgezeichnet. 2004 erhielt er für Die Schatzinsel den "Hwang-Sun-won-Literaturpreis" und für Großer Bruder ist zurück den "Yisan-Literaturpreis". Sein Roman Schwarze Blume wurde mit dem "Tongin-Literaturpreis" geehrt.
Als ursprünglich unpolitischer Autor von Romanen und Erzählungen widmete er sich später in seinen Werken mehr historischen Themen. Kim war zunächst als Dozent an der Drama School der Korean National University und Moderator einer Radioshow zum Thema Literatur tätig. 2008 kündigte er seine Arbeitsstellen, um sich komplett dem Schreiben zu widmen. Nachdem Kim zeitweise in Kanada, den USA und Italien gelebt hatte, lebt er inzwischen in Seoul (Stand 2020).
Drei Filme basieren auf seinen Werken. Es gibt ebenfalls eine Musical-Adaption eines seiner Werke.

## Werke

### Koreanisch (Auswahl)
- 1996: 나는 나를 파괴할 권리가 있다 (Der Sterbehelfer) (Seoul: Munhakdongne) ISBN 9788-9828-1967-4
- 1997: 호출 (Vorladung) (Seoul: Munhakdongne) ISBN 89-8281-077-3
- 1999: 엘리베이터에 낀 그 남자는 어떻게 되었나 (Was ist mit dem Mann geschehen, der im Aufzug stecken blieb) (Seoul: Munhak-kwa chisŏngsa) ISBN 89-320-1086-2
- 2000: 굴비낚시 (Trockenfisch fangen) (Maŭm sanch'aek) ISBN 978-89-89351-00-9
- 2001: 아랑은 왜 (Arang, warum?) (Seoul: Munhak-kwa chisŏngsa) ISBN 978-89-320-1230-8
- 2002: 포스트잇 (Post-it) (Hyŏndae munhak) ISBN 978-89-7275-228-8
- 2003: 검은 꽃 (Schwarze Blume) (Seoul: Munhakdongne) ISBN 978-89-8281-714-4
- 2003: 김영하 이우일의 영화 이야기 (Kim Young-ha, Lee Woo-il's Filmgeschichte) (Maŭm sanch'aek) ISBN 978-89-89351-35-1
- 2004: 오빠가 돌아왔다 (Großer Bruder ist zurück) (Seoul: Ch'angbi) ISBN 978-89-364-3676-6
- 2005: 랄랄라하우스 (LaLaLa Haus) (Maŭm sanch'aek) ISBN 978-89-89351-74-0
- 2006: 빛의 제국 (Land der Sonne) (Seoul: Munhakdongne) ISBN 978-89-546-0191-7
- 2007: 퀴즈쇼 (Quizshow) (Munhakdongne) ISBN 978-89-546-0417-8
- 2007: 여행자-하이델베르크 (Der Reisende - Heidelberg) (Artbox) ISBN 978-89-89800-93-4
- 2008: 여행자-도쿄 (Der Reisende - Tokyo) (Artbox) ISBN 978-89-6196-013-7
- 2009: 네가 잃어버린 것을 기억하라 (Erinnere dich an deine verlorenen Gedanken) (Seoul: Randomhouse Korea) ISBN 978-89-255-3152-6
- 2010: 무슨 일이 일어났는지는 아무도 (Jeder weiß, was passiert ist) (Seoul: Munhakdonge) ISBN 978-89-546-1762-8
- 2012: 너의 목소리가 들려 (Ich kann deine Stimme hören) (Seoul: Munhakdongne) ISBN 978-89-546-0417-8
- 2013: 살인자의 기억법 (Aufzeichnungen eines Serienmörders) (Seoul: Munhakdongne) ISBN 978-89-546-2203-5

### In deutscher Übersetzung
- Kim Young-ha: Das Gottesspiel. Heyne Verlag, München 2008, ISBN 978-3453810853.
- Kim Young-ha: Im Reich der Lichter. Heyne Verlag, München 2008, ISBN 978-3-453-40544-8.
- Kim Young-ha: Schwarze Blume. Konkursbuch, Tübingen 2010, ISBN 978-3-88769-758-7.
- Kim Young-ha: Ein seltsamer Verein. Konkursbuch, Tübingen 2012, ISBN 978-3-88769-776-1.
- Kim Young-Ha: Der Sterbehelfer. Konkursbuch, Tübingen 2013, ISBN 978-3-88769-789-1.
- Kim Young-Ha: Aufzeichnungen eines Serienmörders. Cass, Bad Berka 2020, ISBN 978-3-944751-22-1. – Auszeichnung des cass verlags mit dem Hotlist-Preis 2020 für Aufzeichnungen eines Serienmörders

## Auszeichnungen
- 1996: Munhakdongne-Autorenpreis
- 1999: Preis für zeitgenössische Literatur
- 2004: Tongin-Literaturpreis
- 2004: Hwang-Sun-won-Literaturpreis
- 2004: Yisan-Literaturpreis
- 2007: Manhae-Literaturpreis
- 2012: Yi-Sang-Literaturpreis
- 2013: A-Award in der Kategorie Intelligent
- 2020: Deutscher Krimipreis (3. Platz international) für Aufzeichnungen eines Serienmörders